# 李夢周
李夢周（1488年—1551年），字希道，號東川，南直隶扬州府通州海門縣人，民籍。

## 生平
治《易經》，行三，由縣學生中式正德十四年（1519年）己卯科應天鄉試第九十名舉人，十五年登庚辰科會試第一百十四名，未殿试，丁母张氏艰。年三十六歲中式嘉靖二年（1523年）癸未科第三甲第一百二十名進士。授宁都县知县，当地土俗好祭拜鬼神，事五王庙，每年有百姓卖儿女来供奉，梦周烧毁庙宇，并毁坏其他淫祠。有乡绅横行里中，夺人田产，梦周将其處法，将田产归还，于是被其中伤，免官归，年六十四卒，去世时家贫不能入殓。

## 家族
曾祖李承祖，迪功佐郎。祖父李傑，聽選官。父李轼，雷州府通判。母孫氏；继母张氏；生母朱氏。慈侍下。兄心松，训导；梦守；弟梦陈。子李庭桂，嘉靖丙午舉人，江出；次庭槐，翁出；庭檟、庭柟、庭梅，侧室毛出。